# ياسمين بيغم دالغالار
ياسمين بيغُم دالغالار (بالتركية: Yasemin Begüm Dalgalar)‏ مواليد 8 يونيو 1988 في إسطنبول، هي لاعبة كرة سلة تركية. بدأت مسيرتها الاحترافية في سنة 2006. تلعب في الدوري التركي لكرة السلة للسيدات. يبلغ طولها 6 قدم 1 بوصة (1.9 م). مثلت منتخب بلادها. شاركت في دورة الألعاب الأولمبية الصيفية سنة 2012. لعبت مع نادي فنربخشة لكرة السلة للسيدات وبشكتاش.

## الإنجازات
- بطولة تركيا
  - الفوز (6): 2006، 2007، 2008، 2009، 2010، 2011
- كأس تركيا 
  - الفوز (4): 2006، 2007، 2008، 2009
- كأس الرئيس التركي
  - الفوز (2): 2007، 2010

## سجل المنافسة
شاركت في المنافسات التالية:
- الألعاب الأولمبية الصيفية 2012
- كأس العالم لكرة السلة للسيدات 2014

## روابط خارجية
- ياسمين بيجوم دالجالار على موقع الاتحاد الدولي لكرة السلة (الإنجليزية)
- ياسمين بيجوم دالجالار على موقع كرة السلة الأوروبية.كوم (الإنجليزية)
- ياسمين بيجوم دالجالار على موقع بروبوليرز (الإنجليزية)
- ياسمين بيجوم دالجالار على موقع سبورتس رفرنس (الإنجليزية)
- ياسمين بيجوم دالجالار على موقع أوليمبيديا (الإنجليزية)